# Thorigny-sur-Marne
Thorigny-sur-Marne là một xã ở tỉnh Seine-et-Marne, thuộc vùng Île-de-France ở miền bắc nước Pháp.

## Dân số
Người dân ở Thorigny-sur-Marne được gọi là Thorigniens.
Điều tra dân số năm 2005, xã này có dân số là 9.095.